# Ойкаси (Ільїнське сільське поселення)
Ойка́си (рос. Ойккасы, чув. Ойкас) — присілок у Чувашії Російської Федерації, у складі Ільїнського сільського поселення Моргауського району.
Населення — 70 осіб (2010; 100 в 2002, 136 в 1979; 203 в 1939, 156 в 1926, 117 в 1906, 181 1858). Національний склад — чуваші, росіяни.

## Історія
Історична назва — Ойкас-Шешкари (1917–1928). Утворився як околоток присілку Малі Шешкари (нині не існує). До 1866 року селяни мали статус державних, займались землеробством, тваринництвом. 1930 року утворено колгосп «Волга». До 1920 року присілок перебував у складі Татаркасинської волості Козьмодемьянського, до 1927 року — у складі Чебоксарського повіту. 1927 року присілок переданий до складу Татаркасинського району, 1939 року — до складу Сундирського, 1962 року — до складу Чебоксарського, 1964 року — до складу Моргауського району.